# Jamie Whitmore
Pour les articles homonymes, voir Whitmore et Cárdenas.
Jamie Whitmore Cardenas née le 4 mai 1976 à Mount Aukum (en) en Californie est une triathlète professionnelle américaine, championne du monde de Xterra Triathlon en 2004. Atteinte d'une maladie rare qui lui crée un handicap, elle s'adonne à la pratique du paracyclisme et devient  championne du monde sur route et sur piste.

## Biographie
Jamie Whitmore grandit à Sacramento en Californie, où elle pratique la natation de compétition avant de se tourner vers la course à pied à l'école secondaire. Grâce à ses pratiques sportives, elle obtient une bourse pour la California State University, Northridge. Titulaire d'un diplôme en criminologie, elle décide de s'essayer au triathlon. À cette époque, elle rencontre son futur mari, Courtney Cardenas triathlète américain qui fait ses débuts en VTT, elle va choisir également de se lancer dans cette discipline. À la fin de 2001, elle devient professionnelle en VTT et en cross triathlon.
Pendant près de sept ans, elle domine les séries de Xterra Triathlon, elle est en 2015, la triathlète féminine la plus titrée de ce circuit de compétition de cross triathlon, en ayant gagné 37 épreuves dans une douzaine de pays, remportant six titres de champion des États-Unis et le championnat du monde à Maui en 2004.
En mars 2008, elle apprend que la raison de sa douleur persistante à la jambe est un cancer rare, un sarcome à cellules qui entoure le nerf sciatique. L'année suivante, elle subit plusieurs chirurgies, radiothérapies et autres chimiothérapies dans un combat pour la vie. Malgré une réminiscence de la maladie, elle perd l'usage d'une partie de sa jambe gauche. Elle se marie en mai 2000 avec Courtney, ils ont des jumeaux, Christian et Ryder nés en janvier 2010.
Jamie Whitmore reprend la compétition en tant que para-cycliste et en 2012, remporte son premier titre national américain paralympique. Elle devient une des meilleures cyclistes féminines mondiales de cette catégorie. Elle est introduite dans le Xterra Hall of Fame cette même année. En 2014, elle est nommée et remporte un ESPY Award ( Excellence in Sports Performance Yearly Award) de la meilleure athlète féminine ayant un handicap. Cette récompense lui est remise lors d'une cérémonie à Los Angeles ou des fonds pour la recherche contre le cancer sont collectés. Elle dirige également sa propre entreprise de coaching de triathlon et partage son histoire lors de conférences de motivations dans le monde entier.

## Palmarès
Le tableau présente les résultats les plus significatifs (podium) obtenus sur le circuit international de triathlon et de paracyclisme depuis 2002.
| Année | Compétition                        | Pays             | Position           | Temps           |
| ----- | ---------------------------------- | ---------------- | ------------------ | --------------- |
| 2007  | Championnat du monde Xterra - Maui | États-Unis       | Médaille de bronze | 3 h 11 min 37 s |
| 2005  | Championnat du monde Xterra - Maui | États-Unis       | Médaille de bronze | 3 h 13 min 51 s |
| 2004  | Championnat du monde Xterra - Maui | États-Unis       | Médaille d'or      | 3 h 1 min 35 s  |
| 2004  | Xterra Europe Tour                 | Union européenne | Médaille d'or      |                 |
| 2003  | Championnat du monde Xterra - Maui | États-Unis       | Médaille d'argent  | 3 h 1 min 14 s  |
| 2003  | Xterra Europe Tour                 | Union européenne | Médaille d'or      |                 |
| 2002  | Championnat du monde Xterra - Maui | États-Unis       | Médaille d'argent  | 2 h 59 min 10 s |

| Année | Compétition                                                        | Pays     | Position      | Temps  |
| ----- | ------------------------------------------------------------------ | -------- | ------------- | ------ |
| 2015  | Championnats du monde de paracyclisme sur piste - contre la montre | Pays-Bas | Médaille d'or | Timing |
| 2014  | Championnats du monde de paracyclisme sur piste - contre la montre | Mexique  | Médaille d'or | Timing |
| 2014  | Championnats du monde de paracyclisme sur piste - poursuite        | Mexique  | Médaille d'or | Timing |
| 2013  | Championnats du monde de paracyclisme sur route - course en ligne  | Canada   | Médaille d'or | Timing |
| 2013  | Championnats du monde de paracyclisme sur route - contre la montre | Canada   | Médaille d'or | Timing |